# Xã Washington, Quận St. Clair, Missouri
Xã Washington (tiếng Anh: Washington Township) là một xã thuộc quận St. Clair, tiểu bang Missouri, Hoa Kỳ. Năm 2010, dân số của xã này là 287 người.